# 塞博登
塞博登是奥地利克恩顿州德劳河畔施皮塔尔县的一个市镇。总面积44.41平方公里，总人口6645人，人口密度150人/平方公里（2023年）。